# ばね下重量
ばね下重量（ばねしたじゅうりょう）とはサスペンション等の緩衝装置の下にある重量を表す。
車両においては、ばね下重量が大きいと鉄下駄を履いて走るようなもので高速走行の妨げになる。自動車の場合、路面追従性が下がる。類似の事象は鉄道車輛の駆動装置にも当てはまり、対策としてカルダン駆動方式が採用されてきた。類似の事象はエンジンのバルブ周りにも当てはまり、高速で開閉するバルブは軽量化が求められる。エンジンの高速化にはバルブの軽量化が不可欠で耐久性との両立が課題になる。ばね下重量の軽量化の効果はエンジンやボディなどのサスペンションより上にある重量物の軽量化の効果と比較して同じ質量あたり4～15倍の効果があるといわれており、加速性能の向上、燃費の向上のほか、乗り心地や、路面追従性の向上につながる。
新幹線951形電車では当初採用した台車でばね下重量が過大で1970年に実施された速度試験の際に通過後の軌道でPC枕木が割損するという事態が発生した。その後、車軸を中空にすることによりばね下重量を減らす対策が採られている。
このほか、オーディオにおいてはばね下重量の小さいムービング・コイル型のスピーカーやピックアップの方が高音の再生に優れる。